# Zieleniec (Duszniki-Zdrój)
Zieleniec [ʑɛˈlɛɲɛts] (deutsch: Grunwald) ist ein Ort im Powiat Kłodzki in der Woiwodschaft Niederschlesien in Polen. Es ist ein Stadtteil der Kurstadt Duszniki-Zdrój (Bad Reinerz), von dem es 10 Kilometer südlich entfernt liegt. Durch den Ort führt die Woiwodschaftsstraße 389, die auch als „Sudetenstraße“ bezeichnet wird. Wegen seiner gebirgigen Lage und günstigen Schneeverhältnissen zählt Zieleniec zu den beliebtesten Wintersportorten im polnischen Teil der Sudeten. Unweit in öst-, süd- und westlicher Richtung verläuft die Grenze zu Tschechien.

## Geografie
Zieleniec liegt im Westen des Glatzer Kessels an den Nordhängen des Adlergebirges. Nordöstlich liegen das Habelschwerdter Gebirge und das Hochmoor der Seefelder, die zum Naturschutzgebiet „Torfowisko pod Zielencem“ gehören sowie das Quellgebiet der Wilden Adler. Südöstlich von Zieleniec befindet sich das Quellgebiet der Reinerzer Weistritz. Nachbarorte sind Graniczna (Grenzendorf) im Nordwesten und Lasówka (Kaiserswalde) im Südosten. Jenseits der Grenze liegen südwestlich Sedloňov (Sattel) mit den Ortslagen Ošerov (Aschergraben) und V Dolcích (Gründel) sowie Deštné (Deschney) mit den Ortslagen Jedlová v Orlických horách (Tanndorf), Plasnice (Plaßnitz) und Zákoutí (Hinterwinkel) und den Einschichten Paseka (Brand) und Šerlich (Scherlich), bei dem sich ein Grenzübergang nach Tschechien befindet. Nordwestlich erhebt sich die Hohe Mense, über die die Grenze verläuft, südöstlich die Deschneyer Großkoppe. Ebenfalls auf tschechischem Gebiet liegt im Westen das Quellgebiet der Bělá.

## Geschichte

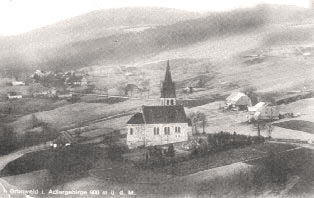
Grunwald (Zieleniec). Postkarte von 1930

Grunwald wurde 1719 auf ausgerodetem landesherrlichem Forstboden als Waldarbeitersiedlung angelegt und gehörte zur Grafschaft Glatz, mit der es die Geschichte seiner politischen und kirchlichen Zugehörigkeit teilte. 1762 wurde eine Begräbniskapelle errichtet. Nach dem Ersten Schlesischen Krieg 1742 und endgültig mit dem Hubertusburger Frieden 1763 fiel Grunwald zusammen mit der Grafschaft Glatz an Preußen. Für Anfang des 19. Jahrhunderts sind nachgewiesen: Eine Begräbniskapelle, ein Schulhaus, zwei Mehlmühlen und eine Brettmühle sowie 43 Stückleute und Häusler. 1850 wurde Grunwald selbständige Pfarrei.
Nach der Neugliederung Preußens gehörte Grunwald seit 1815 zur Provinz Schlesien und war ab 1816 dem Landkreis Glatz eingegliedert, mit dem es bis 1945 verbunden blieb. Es war eine selbständige Landgemeinde und gehörte ab 1874 zusammen mit den Landgemeinden Biebersdorf, Grenzendorf (seit 1945: Graniczna) und Hinterkohlau sowie dem Gutsbezirk Reinerz zum Amtsbezirk Grunwald. 1939 wurden 784 Einwohner gezählt.
Als Folge des Zweiten Weltkriegs fiel Grunwald 1945 wie fast ganz Schlesien an Polen und wurde in Zieleniec umbenannt. Die deutsche Bevölkerung wurde, soweit sie nicht vorher geflohen war, vertrieben. Die neuen Bewohner waren zum Teil Heimatvertriebene aus Ostpolen, das an die Sowjetunion gefallen war. Da in der Folgezeit viele Häuser unbewohnt blieben und dem Verfall preisgegeben wurden, ging die Zahl der Einwohner deutlich zurück. Nachfolgend wurde die Kirche von Zieleniec eine Filiale der Pfarrei St. Franziskus und Leonhardus in Duszniki-Zdrój. 1975–1998 gehörte Zieleniec zur Woiwodschaft Wałbrzych.

### Kolonie Königswalde
Die Kolonie Königswalde gehörte bis 1780 zur böhmischen Pfarrei Kronstadt und danach zur neu errichteten Pfarrkirche in Langenbrück. Politisch gehörte sie zunächst zur Gemeinde Grunwald. Wegen ihrer geographischen Nähe zu Kaiserswalde wurde sie 1896 der Gemeinde Kaiserswalde und damit dem Landkreis Habelschwerdt zugeschlagen. Nach dem Übergang an Polen wurde die Kolonie Königswalde 1945 in Królewski Las umbenannt.

## Sehenswürdigkeiten
- Die St.-Anna-Kirche wurde 1901–1904 an der Stelle der früheren Kirche vom Baumeister Paul Blau aus Lewin im Stil der Neuromanik errichtet und stilgleich ausgestattet. Es ist ein rechteckiges Langhaus mit einer flachen Holzdecke, Chor, Eingangshalle und Sakristei. Am Sandsteinportal befindet sich ein Tympanon mit den hll. Anna und Maria. Der hohe Kirchturm ist mit einem spitzen Dach bekleidet.
- Das 160 Hektar große Naturreservat Torfowisko pod Zieleńcem (Seefelder) liegt in 760 Metern Höhe, östlich von Zielieniec. Es ist ein zum Teil abflussloses eiszeitliches Hochmoor, das aus zwei großen, bis zu acht Meter starken Torflagern und mehreren Moorteichen besteht und genau auf der Wasserscheide zwischen Ostsee und Nordsee liegt. Auf die Einmaligkeit des Areals war man bereits 1919 aufmerksam geworden und legte hier eines der ersten Naturreservate Deutschlands an. Es umfasste 85 Hektar und wurde in der Zwischenkriegszeit auf 218 Hektar ausgedehnt. Seit 1954 besteht das polnische Rezerwat przyrody Torfowisko pod Zieleńcem. Durch das Moor verlaufen Holzstege.

## Tourismus
Seit dem 19. Jahrhundert war Grunwald als höchstgelegenes Dorf Preußens bekannt und entwickelte sich wegen seiner reizvollen Landschaft und der Nachbarschaft zu Bad Reinerz zu einem beliebten Sommerfrische- und Wintersportort, so dass zahlreiche Bauden und andere Touristenherbergen errichtet wurden. Mit Unterstützung des Grafen Colloredo-Mansfeld aus dem nahegelegenen böhmischen Opočno, der 1897 im benachbarten Sattel die erste Skifabrik gründete, konnte der Skipionier Heinrich Rübartsch (1852–1930) Ende des 19. Jahrhunderts in Grunwald den ersten regulären Skibetrieb in den Sudeten aufnehmen. Anfang der 1930er Jahre eröffnete Rübartsch in Grunwald die Hindenburg-Baude, die nach 1945 abbrannte.
Durch die schneesichere Lage ist heute die Hauptattraktion von Zieleniec das relativ große Skigebiet mit über 20 Skiliften. Die Pisten ziehen sich die Hänge der Hohen Mense (polnisch Orlica, tschechisch Vrchmezí) entlang. Die klimatischen Reizfaktoren sollen  sich günstig auf die Blutbildung auswirken.

## Söhne und Töchter des Ortes
- Friedrich Lengfeld (1921–1944), Soldat
- Peter Faecke (1940–2014), deutscher Schriftsteller und Verleger